# Eremotrichoma simplicior
Eremotrichoma simplicior är en tvåvingeart som först beskrevs av Collin 1949.  Eremotrichoma simplicior ingår i släktet Eremotrichoma och familjen vattenflugor.
Artens utbredningsområde är Egypten. Inga underarter finns listade i Catalogue of Life.